# Julián Estiven Vélez
Julián Estiven Vélez, född 9 februari 1982, är en colombiansk tidigare fotbollsspelare.
Julián Estiven Vélez spelade 15 landskamper för det colombianska landslaget.